# Circuito de Knockhill
O Circuito de Knockhill é um autódromo localizado em Fife, Escócia, no Reino Unido, possui uma pista com pouco mais de 2 km de extensão com 9 curvas, foi inaugurado em 1974.